# Regoliet

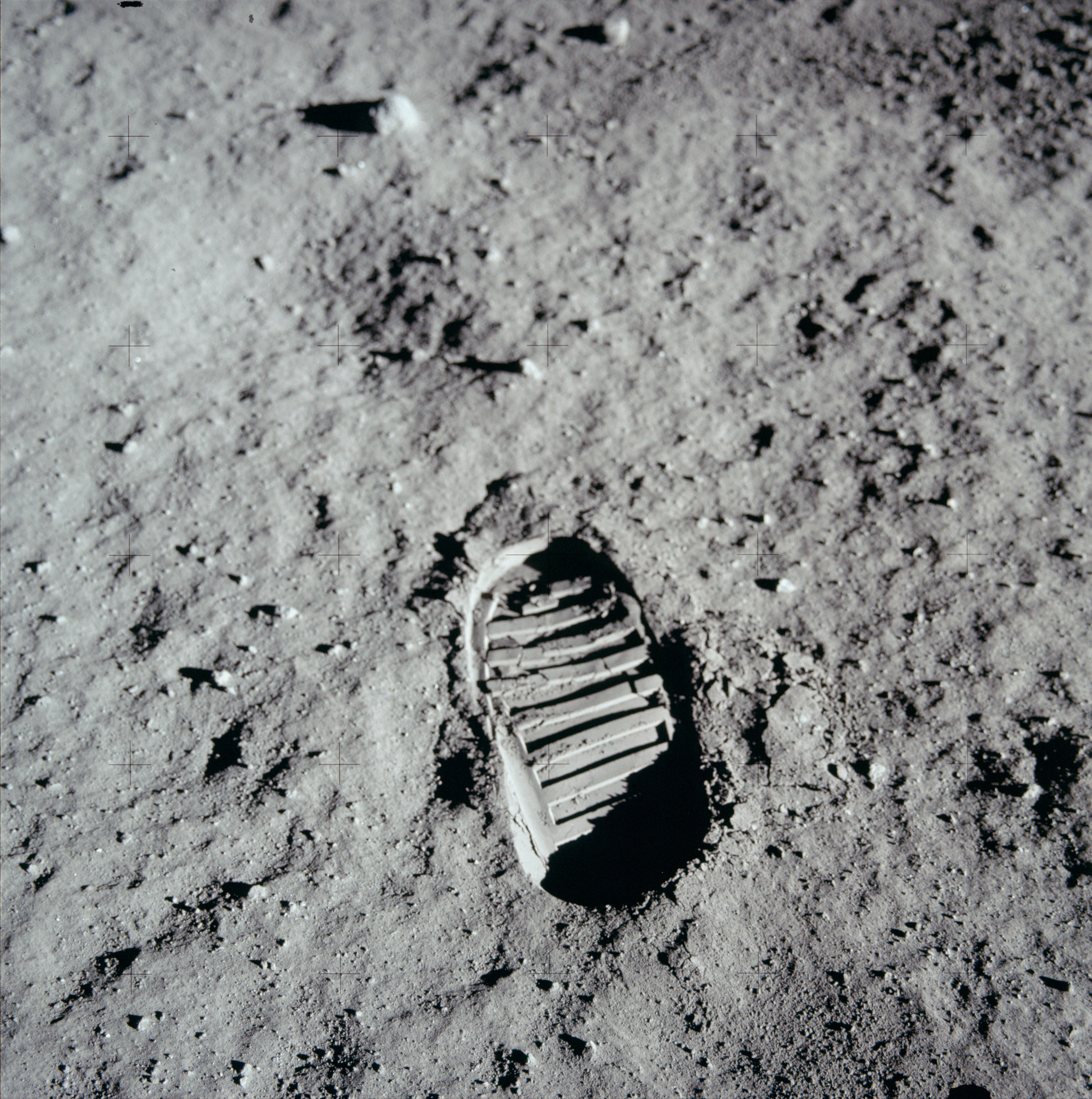
Foto van een voetafdruk in de regoliet op de Maan, gemaakt in 1969 tijdens de Apollo 11-vlucht.

Regoliet is de laag los (ongeconsolideerd), vaak verweerd materiaal aan het oppervlak van een planeet of maan. Het kan bestaan uit brokken gesteente, en allerlei ander los materiaal. Regoliet ligt bovenop vast, geconsolideerd materiaal, dat bedrock genoemd wordt. De grens tussen de bedrock en de regoliet is het verweringsfront.
De term "regolith" (engels) werd geïntroduceerd door de Amerikaanse scheikundige George P. Merrill in 1897.

## Op Aarde
Op Aarde zijn de belangrijkste manieren waarop regoliet ontstaat verwering en biologische processen. Als er veel biologische componenten in een regoliet aanwezig zijn wordt meestal gesproken van "de bodem" in plaats van "de regoliet". Op Aarde vormt de aanwezigheid van regoliet een belangrijke factor voor de aanwezigheid van leven, omdat de meeste planten niet groeien op vast gesteente, en veel dieren zonder los materiaal geen holen of andere schuilplekken kunnen vinden.
De diepte van de bedrock hangt af van het klimaat: in de natte tropen kan het verweringsfront zeer diep komen, tot enkele honderden meters. Op Aarde wordt regoliet verdeeld in drie groepen:
- Als sprake is van organisch materiaal in de regoliet, of zelfs wortels van planten, spreekt men van een bodem.
- Als sprake is van recentelijk getransporteerd los materiaal, waar nog geen plantengroei in heeft plaatsgevonden spreekt men van alluvium (door water afgezet materiaal) of colluvium (materiaal onderaan een helling).
- Als materiaal geheel of gedeeltelijk door chemische verwering los is geraakt spreekt men van een saproliet. Als de verwering alleen in bepaalde breukzones van de bedrock heeft plaatsgevonden noemt men het materiaal ook wel een saprock.

## Op andere hemellichamen
Ook op andere planeten, de Maan en zelfs planetoïden komt regoliet voor. Omdat chemische verwering op hemellichamen met een zeer ijle of zelfs zonder atmosfeer erg langzaam verloopt is het belangrijkste proces waarmee regoliet gevormd wordt het inslaan van micrometeorieten en de invloed van kosmische straling. Samen worden deze processen ruimteverwering genoemd. Bij kleine inslagen kan het oppervlak van de planeet genoeg verhit worden om het stof te smelten of vaporiseren. Als het weer stolt vormen er kleine glasdruppeltjes die aan elkaar plakken tot een zogenaamd agglutinaat. Dieper zullen alleen grotere inslagen invloed hebben, hier zijn de brokstukken groter en spreekt men van een inslagbreccie of impactiet. Op Aarde kunnen deze gesteenten ook gevonden worden in en rondom inslagkraters.
Op de Maan kan de regoliet tien tot vijftien meter diep zijn in de hooglanden; en vier tot vijf meter in de maren.
De NASA nodigt in 2020 ruimtevaartbedrijven die in 2024 of eerder gaan landen op de Maan uit om daar tegen betaling 50 tot 500 gram regoliet te verzamelen, zodat NASA dat op enig moment kan meenemen op een eigen vlucht terug naar de Aarde. Het nut hiervan is ook om ervaring op te doen met juridische aspecten, zoals het recht om Maanmateriaal te verkopen, en het eigendomsrecht van de koper, ook van zaken die zich op de Maan bevinden, en om te bevorderen dat ruimtevaartbedrijven methoden en instrumenten ontwikkelen die later kunnen bijdragen aan het gebruik ter plaatse van lokale hulpbronnen (in situ resource utilization, ISRU).

## Trivia

### Stofzeeën op de maan
De in Oostenrijk geboren Amerikaanse astrofysicus Thomas Gold veronderstelde dat er op de maan wel eens plaatsen zouden kunnen voorkomen waar het oppervlak bestaat uit een tientallen meters dikke laag van uiterst fijn stof. In deze stofzeeën zouden maanlanders en astronauten wegzinken zoals in drijfzand op Aarde. De doorgeseinde foto's afkomstig van de onbemande Surveyor landers en de ervaringen van de Apollo astronauten bewezen echter het tegendeel.